# Cisticola bulliens
Cisticola bulliens е вид птица от семейство Cisticolidae.

## Разпространение
Видът е разпространен в Ангола и Демократична република Конго.